# Bandîșivka, Moghilău
Bandîșivka (în ucraineană Бандишівка) este o comună în raionul Moghilău, regiunea Vinnița, Ucraina, formată numai din satul de reședință.

## Demografie
Componența lingvistică a satului Bandîșivka
     Ucraineană (98,66%)
     Rusă (1,04%)
     Alte limbi (0,15%)
Conform recensământului din 2001, majoritatea populației satului Bandîșivka era vorbitoare de ucraineană (98,66%), existând în minoritate și vorbitori de rusă (1,04%).